# Dope D.O.D.
Dope D.O.D. is een Nederlandse muziekgroep uit Groningen die hardcore rap en dubstep combineert.
De groep kreeg internationale bekendheid door het nummer What Happened. De officiële videoclip van dit nummer is tussen januari 2011 en september 2020 meer dan 36 miljoen keer bekeken op YouTube.
Dope D.O.D. stond in het voorprogramma van onder andere Limp Bizkit, Korn, Snoop Dogg, de Wu-Tang Clan, Cypress Hill en The Prodigy.
In 2013 ontving de groep een European Border Breakers Award voor het album Branded.
In juni 2015 gaf Dopey Rotten aan te stoppen met Dope D.O.D.

## Discografie
| Release           | Titel                                          | Soort       |
| ----------------- | ---------------------------------------------- | ----------- |
| 24 juni 2011      | The Evil Ep                                    | EP          |
| 23 september 2011 | Branded                                        | Studioalbum |
| 20 april 2013     | Da Roach                                       | Studioalbum |
| 14 april 2014     | Master Xploder                                 | Studioalbum |
| 24 december 2014  | Dope Dod Mixtape                               | Mixtape     |
| 13 februari 2015  | The Ugly Ep                                    | EP          |
| 4 mei 2015        | Battle Royal Ep (With Virus Syndicate)         | EP          |
| 22 december 2015  | Honky & Sambo (Skits Vicious & Simon Roofless) | Studioalbum |
| 9 maart 2016      | Acid Trap Mixtape                              | Mixtape     |
| 29 mei 2017       | Shotgunz In Hell ft. Onyx                      | Studioalbum |
| 15 juni 2018      | The System Reboot Ep                           | EP          |
| 27 december 2019  | Do Not Enter                                   | Studioalbum |
| 14 februari 2020  | Sick6six ft. Słoń                              | Studioalbum |